# شگون‌آور
شگون‌آور، بَخت‌آور، شانس‌آور یا مَسکات (به انگلیسی: Mascot) انسان، حیوان یا شیئی است که در فرهنگ اروپایی و برخی فرهنگ‌های دیگر به عنوان سمبل خوش‌یُمنی و اقبال برای دور کردن بدشانسی به کار می‌رود.
با این‌که امروزه بیشتر مردم به اثربخش بودن چنین چیزی باور ندارند ولی شانس‌آورها هنوز استفاده زیادی دارند. برای نمونه برخی از فوتبالیست‌ها معتقدند که پوشیدن یک پیراهن مخصوص برای آن‌ها شگون دارد.
همچنین در غرب گاهی باشگاه‌ها و انجمن‌ها بخت‌آورهای ویژه خود را دارند که می‌تواند یک شیء، یک حیوان (خوک، بز، خر) یا حتی یک نفر انسان باشد.

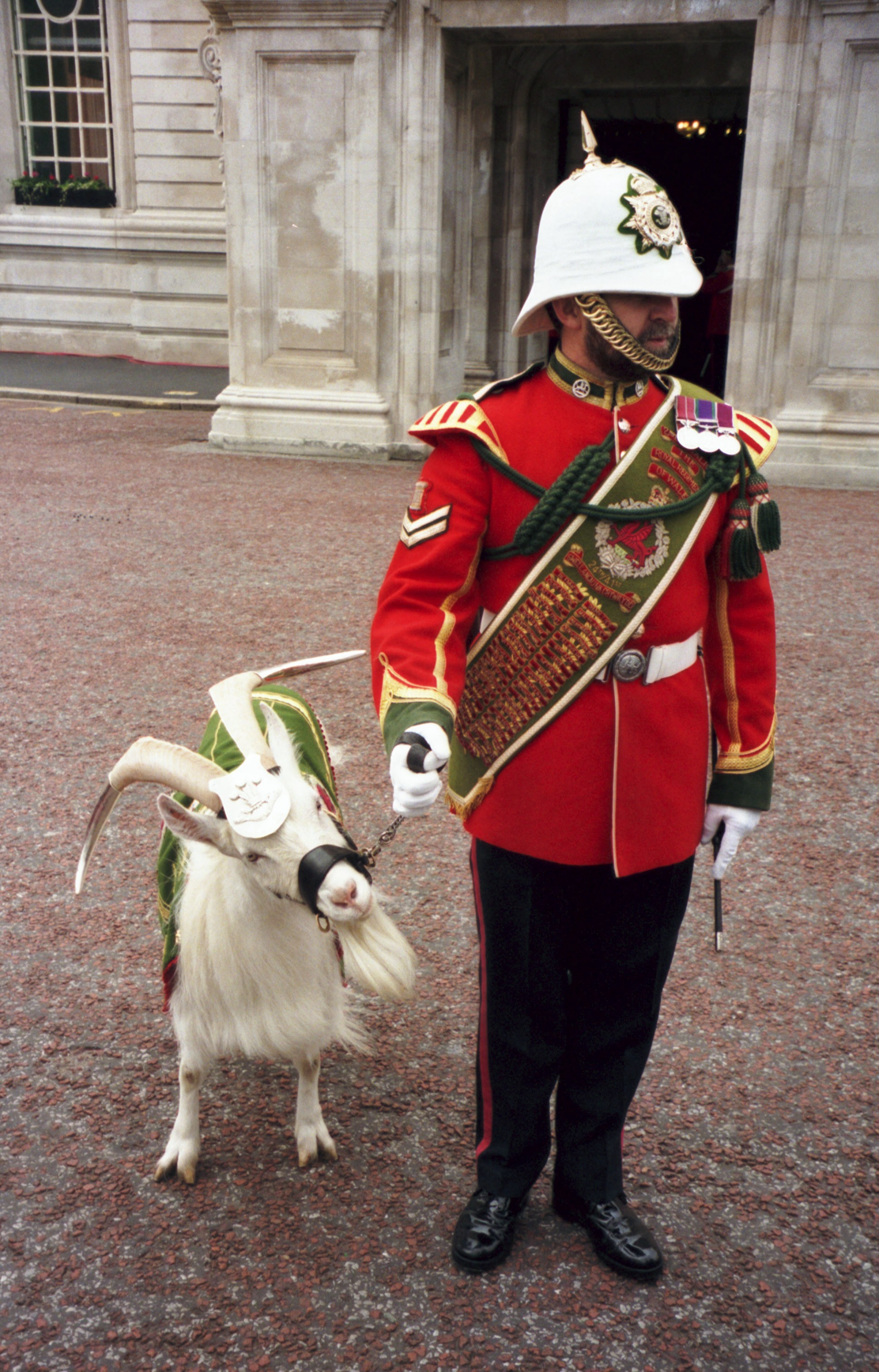
بز بخت‌آور و بُزدار هنگ سلطنتی ولز در بریتانیا

برای نمونه باشگاه‌های ورزشی هستند که معتقدند یک بازیکن برای خوش‌یمنی در هر بازی حتماً باید پدربزرگش را همراه بیاورد.